# Amblysomus septentrionalis
La talpa dorata dell'Highveld (Amblysomus septentrionalis) è un mammifero della famiglia dei Crisocloridi, diffuso in Sudafrica centrale e Swaziland, dove occupa una vasta gamma di habitat, dalle foreste tropicali alla savana, colonizzando anche i giardini delle case e i terreni coltivati.